# Oranjegekte
Pour les articles homonymes, voir Orange.
L’Oranjegekte (en français : « folie orange »), également connue en tant qu'Oranjekoorts (« fièvre orange »), est un phénomène observé aux Pays-Bas lors d'événements sportifs de premier plan, avec, en particulier, les championnats internationaux de football ou la Formule 1 autour de Max Verstappen, ainsi que pendant l'annuelle fête du Roi (Koningsdag), célébrant l’anniversaire du roi. Le phénomène a aussi des manifestations notables lors des intronisations des monarques, comme pour celles de Juliana (1948), de Beatrix (1980) et de Willem-Alexander (2013).
Lors des Oranjegekten, les Néerlandais apparaissent avec des tenues vestimentaires de couleur orange, comme des tee-shirts, casquettes, écharpes — particulièrement les amateurs de sports qui attirent par là l’attention des médias —, et le orange, couleur traditionnelle de la famille royale des Pays-Bas (la maison d’Orange-Nassau), est souvent arboré sur les voitures, les places, les maisons, les boutiques et même dans des rues entières.

## Histoire

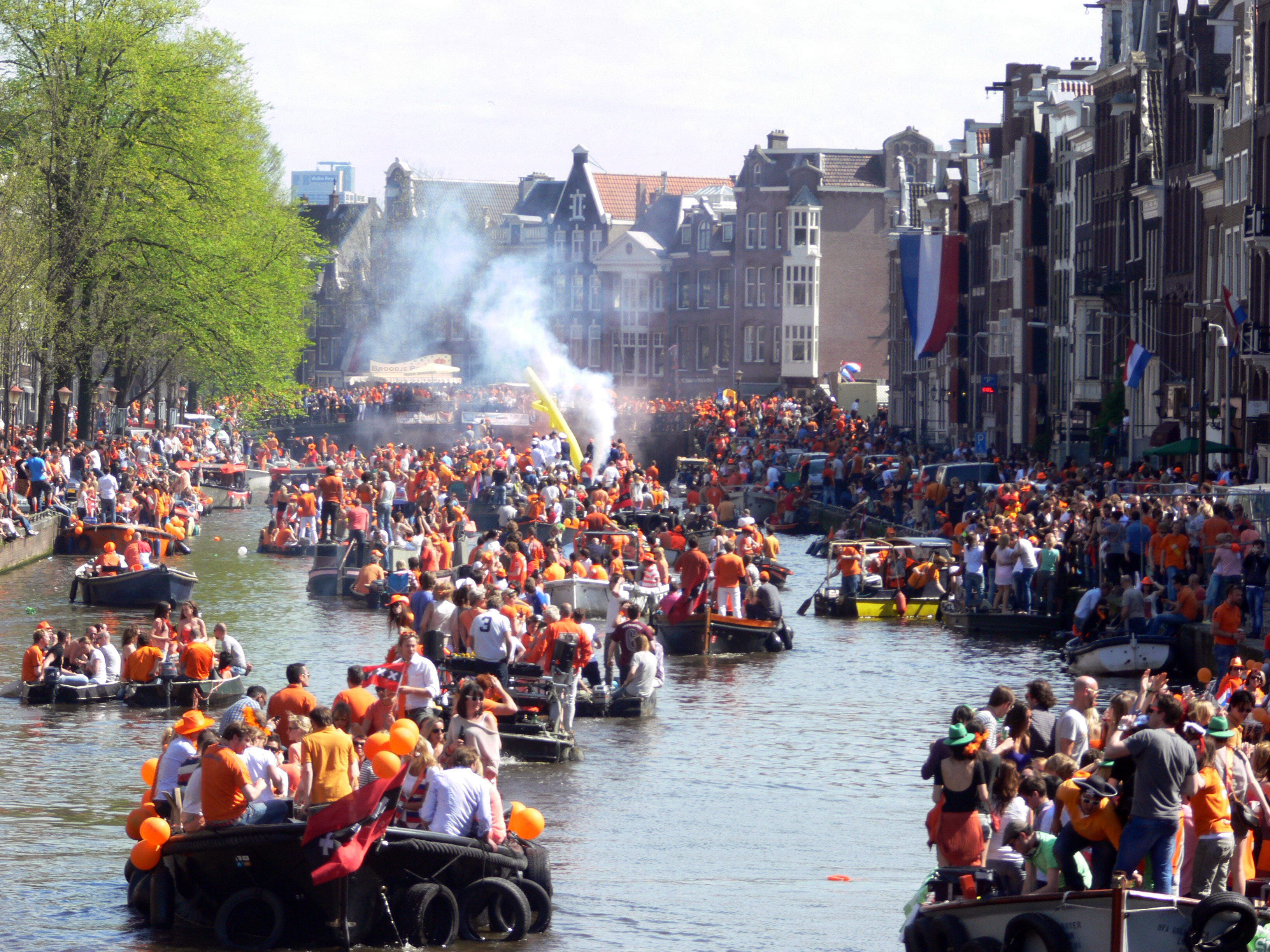
Le Koninginnedag de 2012, à Amsterdam.

Initialement confinés aux quelques célébrations annuelles de la monarchie, les Oranjekoortsen se sont élargis au cours du XXe siècle aux événements sportifs, compte tenu de la ferveur populaire que représentaient ces manifestations. Les festivités étaient originellement organisées au niveau local par des associations de quartier et par les Oranjeverenigingen (littéralement, « associations orange »), et financièrement aidées par le gouvernement des Pays-Bas. Ces célébrations monarchiques marquantes incluent notamment le mariage en janvier 1937 de la princesse Juliana des Pays-Bas (alors princesse héritière) et du prince Bernhard de Lippe-Biesterfeld. La commune d’Emmen et d’autres villes néerlandaises ont même célébré leur union jusqu’au commencement de la Seconde Guerre mondiale.
En 1934, l’Oranjegekte prend une teinte sportive, quand, à l’occasion de la Coupe du monde de football de 1934 (en Italie), des milliers de supporters (sans être vêtus d’orange) parcourent la péninsule italienne et envahissent les boulevards italiens, en portant pour certains le costume traditionnel de Volendam (d’après De Telegraaf) tout en scandant « We gaan naar Rome toe », c’est-à-dire, « Nous sommes en train d’aller vers Rome ». Mais, l’Oranjegekte « version sports », devient un véritable mouvement populaire lors de la Coupe du monde de football de 1974 (en Allemagne), où entre 30 et 40 milliers de fans néerlandais assistent à chaque match de l’équipe nationale pour la supporter. Même la défaite en finale des Pays-Bas face à l’Allemagne (2-1) n’a pas entamé l’enthousiasme que les Néerlandais avaient dans le pays-hôte et aux Pays-Bas ; la perte du match ne cicatrisera toutefois qu’au championnat d’Europe de football de 1988 (victoire néerlandaise en finale sur l’Union soviétique).

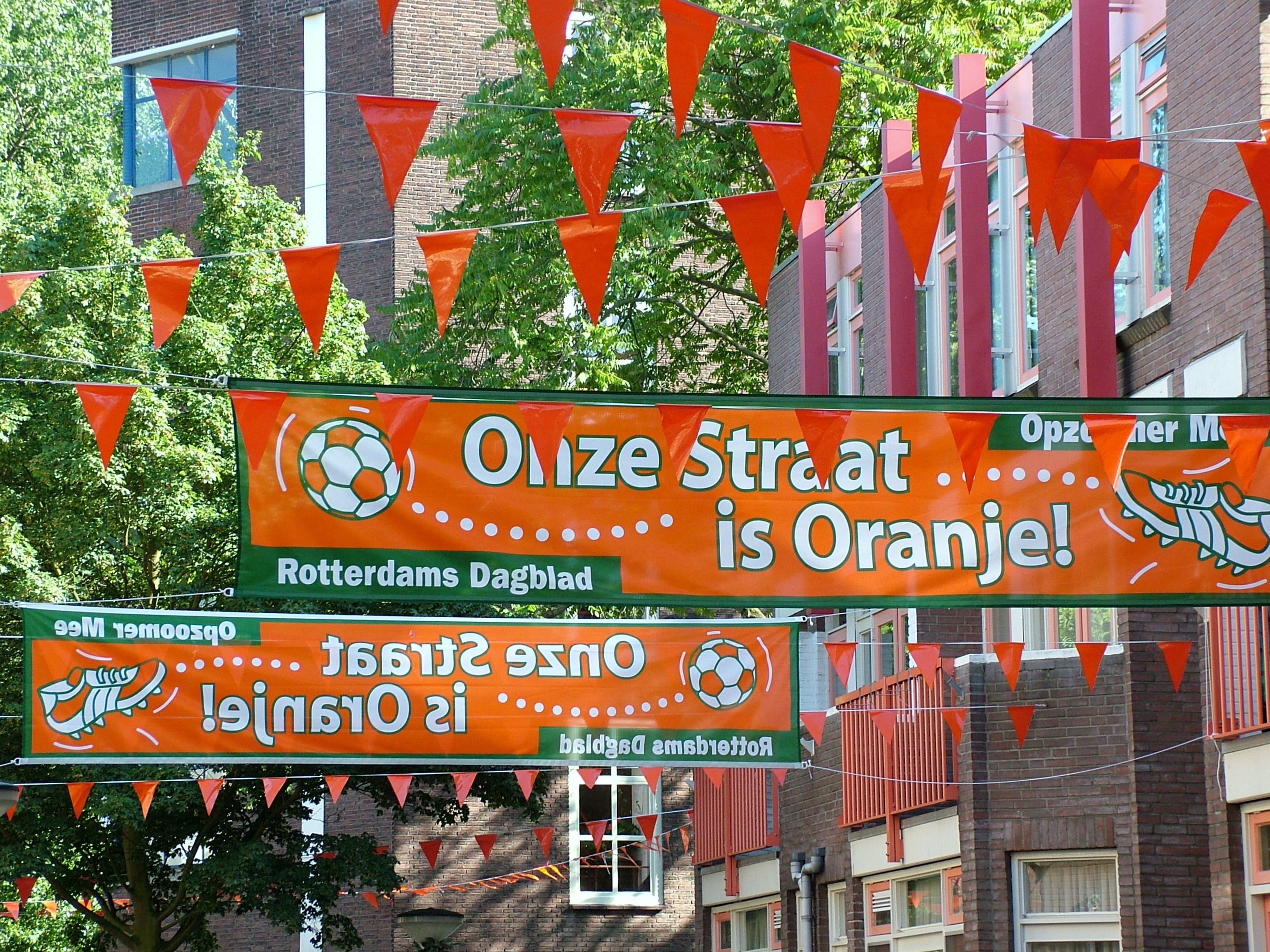
Banderoles dans les rues de Rotterdam en 2005 (en français, « Notre rue est orange »).

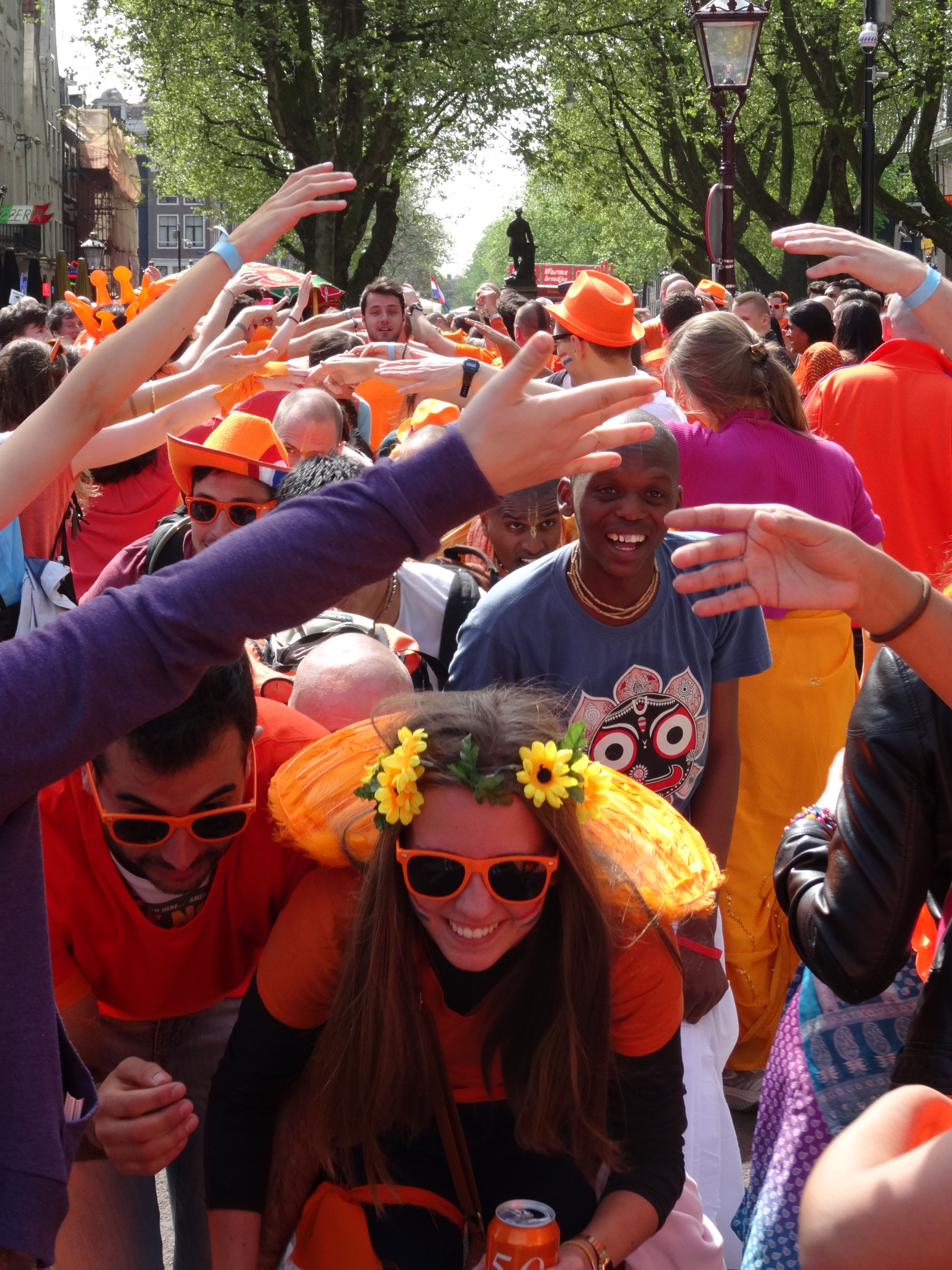
Fête du Roi sur la Thorbeckeplein d'Amsterdam (2014).

Le 30 avril 2013, à l’occasion de l’abdication de la reine Beatrix et de l’intronisation de son fils Willem-Alexander comme roi des Pays-Bas, près de 800 000 Néerlandais étaient présents dans les rues d’Amsterdam. Du palais royal d'Amsterdam, face à la place du Dam, la principale place amstellodamoise, la désormais princesse Beatrix, le nouveau roi Willem-Alexander et la reine Máxima, saluent une foule de 20 000 personnes, vêtue en partie d’orange,.

## Importance et signification

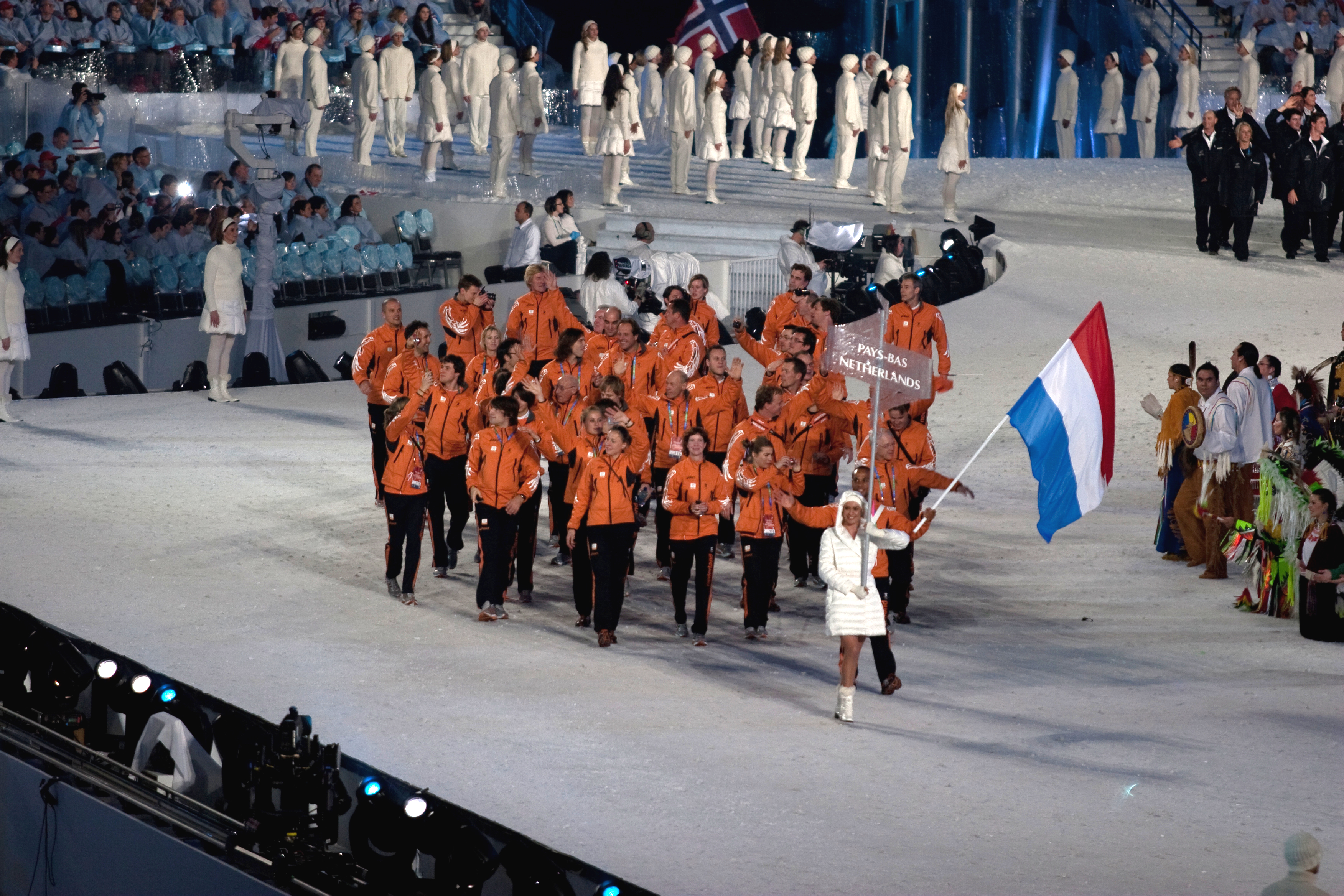
La délégation des Pays-Bas à la cérémonie d’ouverture des Jeux olympiques d’hiver de 2010 (Vancouver).

Les Oranjegekten sont souvent comparés à la Tartan Army, les supporters de l’équipe de football d’Écosse. Le caractère commun mis en évidence avec ces deux types de « soutien » est la formation d’une identité nationale, à la fois personnelle et collective, mais aussi irrationnelle. Certaines institutions, comme le Comité national olympique néerlandais, cultivent le phénomène en orchestrant des événements sportifs d’une telle sorte que se développe la « fièvre orange », qui suscitera de plus amples encouragements à l’égard les athlètes olympiques néerlandais.
Le phénomène revêt aussi une dimension éminemment commerciale. De nombreuses entreprises surfent ainsi sur la vague en introduisant sur le marché néerlandais des éditions orange de leurs produits traditionnels. Les secteurs concernés veillent soigneusement à répondre à la demande populaire de gadgets orange, en particulier lors des coupes du monde de football, durant lesquelles fleurissent de nombreuses annonces publicitaires orientées sur l’Oranjegekte. Beaucoup de marques et de chaînes de supermarchés lancent des produits dérivés pour ces événements sportifs, connus de tous : chapeaux Heineken, ainsi que Wuppies, Welpies et Beesies de la chaîne Albert Heijn. De même, des artistes populaires produisent des chansons pour les championnats de football européens et mondiaux, en référence à l’équipe des Pays-Bas, habituellement connue, par métonymie, sous le nom d’ « Oranje » (Orange).
Le sociologue Dick Houtman décrit la « fièvre orange » comme un phénomène présentant un désir d’identité culturelle, qui s’exprime également par une stigmatisation des autres identités, jugées avec la supposée identité néerlandaise.

### Source
- (en) Cet article est partiellement ou en totalité issu de l’article de Wikipédia en anglais intitulé « Oranjegekte » (voir la liste des auteurs).